# Stapleton (New York City)
Stapleton ist ein Stadtviertel im Nordosten  des Stadtbezirks (Borough) Staten Island, New York City, mit 37.669 Einwohnern (2011).  Der Stadtteil ist bekannt für seine Lage am Hafen und seine historische Bedeutung als Handelszentrum.

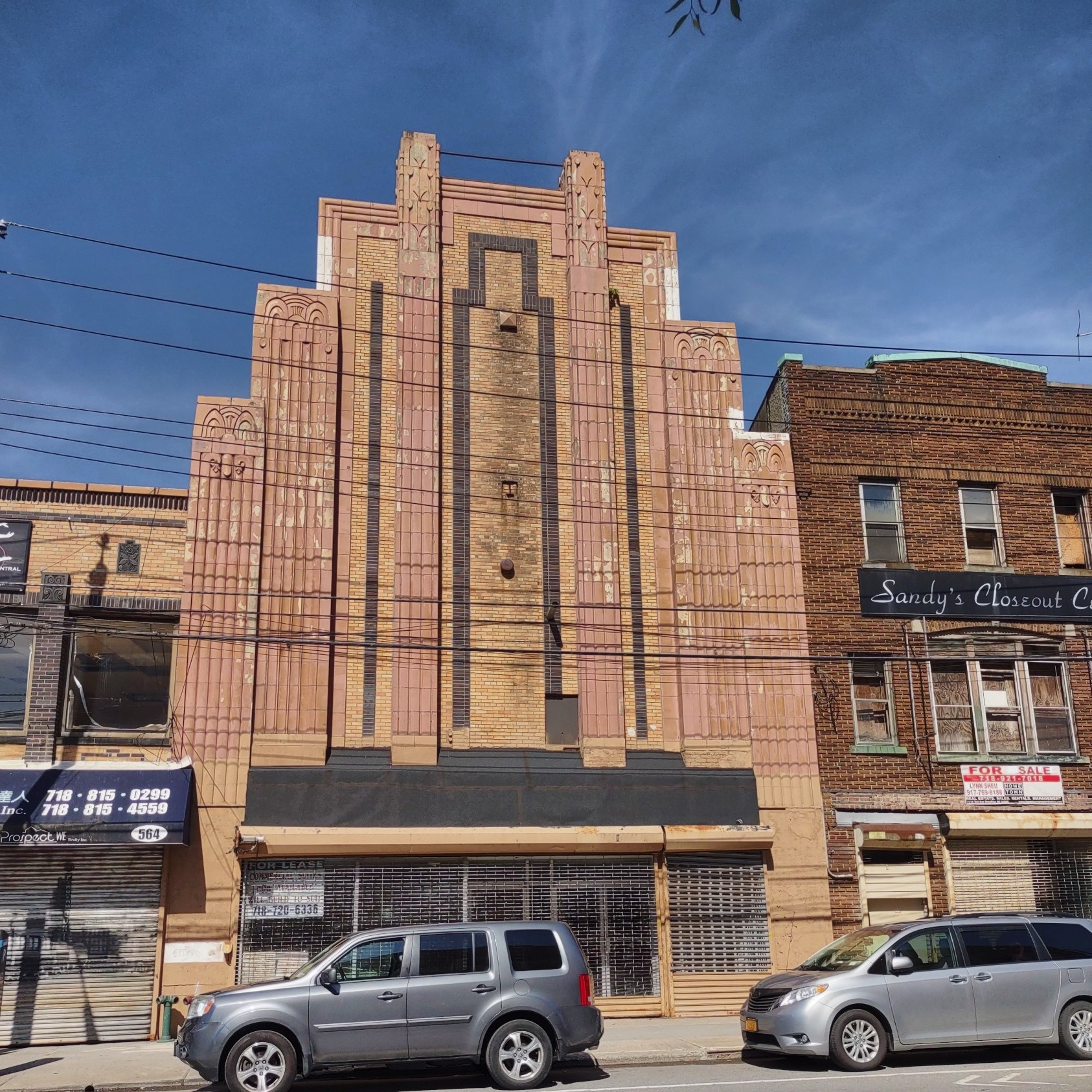
Paramount Theatre (ehemaliges Kino in Stapleton, Staten Island)

## Lage
Stapleton liegt an der nordöstlichen Küste von Staten Island entlang der Upper New York Bay. Es grenzt im Norden an Tompkinsville, im Süden an Clifton und im Westen an Grymes Hill. Die zentrale Verkehrsachse ist die Bay Street, und der Stadtteil ist über die Staten Island Railway direkt an das öffentliche Verkehrsnetz angebunden.

## Demografie
Das mittlere Haushaltseinkommen in Stapleton beträgt rund 58.373 US-Dollar, und der Stadtteil gehört zu den am schnellsten wachsenden Gebieten Staten Islands. Die Bevölkerung ist ethnisch gemischt, mit einer langen Tradition als Einwandererviertel und einer starken multikulturellen Prägung.

## Geschichte
Stapleton wurde in den 1830er Jahren auf Land gegründet, das zuvor der Familie Vanderbilt gehörte. Im 19. Jahrhundert entwickelte sich das Viertel zu einem bedeutenden Handels- und Industriezentrum, unter anderem durch zahlreiche Brauereien und die Nähe zum Hafen. Nach dem Bau der Verrazzano-Narrows Bridge 1964 verlagerte sich das wirtschaftliche Zentrum der Insel, was zu einem Niedergang führte. In den letzten Jahren wurden große Teile der Uferzone durch Projekte wie das New Stapleton Waterfront revitalisiert. Hier entstehen auf 35 Hektar neue Wohnungen, öffentliche Parks, eine Schule und zahlreiche Arbeitsplätze.

## Etymologie
Der Name Stapleton geht auf William J. Staples zurück, der gemeinsam mit Minthorne Tompkins das Land in den 1830er Jahren erwarb und das Viertel gründete.